# Caudichthydium hummoni
Caudichthydium hummoni is een buikharige uit de familie Chaetonotidae. Het dier komt uit het geslacht Caudichthydium. Caudichthydium hummoni werd in 1977 voor het eerst wetenschappelijk beschreven door Ruppert. 